# Kasaan (Alaska)
Kasaan es una ciudad ubicada en el Área censal de Príncipe de Gales–Hyder en el estado estadounidense de Alaska. En el Censo de 2010 tenía una población de 49 habitantes y una densidad poblacional de 2,92 personas por km².

## Geografía
Kasaan se encuentra en las coordenadas 55°32′20″N 132°24′3″O / 55.53889, -132.40083. Según la Oficina del Censo de los Estados Unidos, Kasaan tiene una superficie total de 16.81 km², de la cual 15.54 km² corresponden a tierra firme y (7.55%) 1.27 km² es agua.

## Demografía
Según el censo de 2010, había 49 personas residiendo en Kasaan. La densidad de población era de 2,92 hab./km². De los 49 habitantes, Kasaan estaba compuesto por el 53.06% blancos, el 0% eran afroamericanos, el 34.69% eran amerindios, el 2.04% eran asiáticos, el 0% eran isleños del Pacífico, el 0% eran de otras razas y el 10.2% pertenecían a dos o más razas. Del total de la población el 0% eran hispanos o latinos de cualquier raza.

## Localidades adyacentes
El siguiente diagrama muestra a las localidades más próximas a Kasaan.